# 16.ª División Antiaérea
La 16.ª División Antiaérea (16. Flak-División) fue una unidad de la Luftwaffe durante la Segunda Guerra Mundial.

## Historia
Fue formada el 1 de marzo de 1942 en Lille, remplazando a la 6.ª División Antiaérea.

## Comandantes
- Teniente General Kurt Steudemann – (15 de junio de 1942 – 28 de febrero de 1943)
- Teniente General Rudolf Eibenstein – (1 de marzo de 1943 – 30 de abril de 1944)
- Mayor general Friedrich-Wilhelm Deutsch – (30 de abril de 1944 – 9 de febrero de 1945)

### Jefes de Operaciones (Ia)
- Mayor Walter Brett – (26 de enero de 1944 – 15 de febrero de 1945)

## Orden de Batalla
Organización del 1 de febrero de 1943 (Cuartel General Lille):
- 8.º Regimiento Antiaéreo (v) en Róterdam
- 37.º Regimiento Antiaéreo (motorizado) en Watten
- 95.º Regimiento Antiaéreo (v) en Amberes
- 129.º Regimiento Antiaéreo en Dunkirk
- 132.º Regimiento Antiaéreo(motorizado) en Boulogne
- 431.º Regimiento Antiaéreo (motorizado) en Lille
- 656.º Regimiento Antiaéreo (v) en Beauvais
- 136.º Batallón de Comunicaciones Aérea

Organización del 1 de noviembre de 1943:
- 37.º Regimiento Antiaéreo (motorizado) en Watten
- 95.º Regimiento Antiaéreo (v) en Amberes
- 129.º Regimiento Antiaéreo en Dunkerque
- 132.º Regimiento Antiaéreo (motorizado) en Boulogne-sur-Mer
- 431.º Regimiento Antiaéreo (motorizado) en Lille
- 656.º Regimiento Antiaéreo (v) en Beauvais
- 136.º Batallón de Comunicaciones Aérea

El 95.º Regimiento Antiaéreo (v) y 656.º Regimiento Antiaéreo (v) uniéndose a la 18.º Brigada Antiaérea en diciembre de 1943.
Organización del 1 de marzo de 1944 (Cuartel General Lille):
- 37.º Regimiento Antiaéreo (motorizado) en Watten
- 129.º Regimiento Antiaéreo en Dunkerque
- 132.º Regimiento Antiaéreo (motorizado) en Boulogne-sur-Mer
- 431.º Regimiento Antiaéreo (motorizado) en Lille
- 136.º Batallón de Comunicaciones Aérea

El 11.º Regimiento Antiaéreo (motorizado) y el 20.º Regimiento Antiaéreo (motorizado) uniéndose a la división en marzo de 1944; 37.º Regimiento Antiaéreo (motorizado) como el 3.º Regimiento de Asalto Antiaéreo en mayo de 1944 y dejando la división.
Organización del 1 de junio de 1944:
- 11.º Regimiento Antiaéreo (motorizado)
- 20.º Regimiento Antiaéreo (motorizado)
- 129.º Regimiento Antiaéreo
- 132.º Regimiento Antiaéreo (motorizado)
- 431.º Regimiento Antiaéreo (motorizado)
- 136.º Batallón de Comunicaciones Aérea

Reorganizado en junio de 1944, con la 20.º Brigada Antiaérea llegó, y tomó el control de los regimientos en la división.
Organización del 1 de julio de 1944:
- 20.ª Brigada Antiaérea (b.mot.)

Se retiró a través de Bélgica a los Países Bajos después de la invasión aliada de Francia.
Reorganizada de nuevo en septiembre de 1944, ahora con (1 de octubre de 1944):
- 11.º Regimiento Antiaéreo (motorizado)
- 20.º Regimiento Antiaéreo (motorizado)
- 129.º Regimiento Antiaéreo
- 132.º Regimiento Antiaéreo (motorizado)
- 195.º Regimiento Antiaéreo (v)
- 136.º Batallón de Comunicaciones Aérea

El 1 de noviembre de 1944 en Holanda (Cuartel General Doetinchen) con:
- 11.º Regimiento Antiaéreo (motorizado)
- 20.º Regimiento Antiaéreo (motorizado)
- 87.º Regimiento Antiaéreo (v)
- 100.º Regimiento Antiaéreo (motorizado)
- 111.º Regimiento Antiaéreo (v)
- 129.º Regimiento Antiaéreo
- 132.º Regimiento Antiaéreo (motorizado)
- 195.º Regimiento Antiaéreo (v)
- 136.º Batallón de Comunicaciones Aérea

El 9 de febrero de 1945 es redesignado al VI Cuerpo Antiaéreo.
Subordinado por el Comando Administrativo Norte Francia-Bélgica, septiembre de 1944 por el III Cuerpo Antiaéreo y en noviembre de 1944 por el Comando de la Fuerza Aérea Occidental.